# Zbigniew Choliński

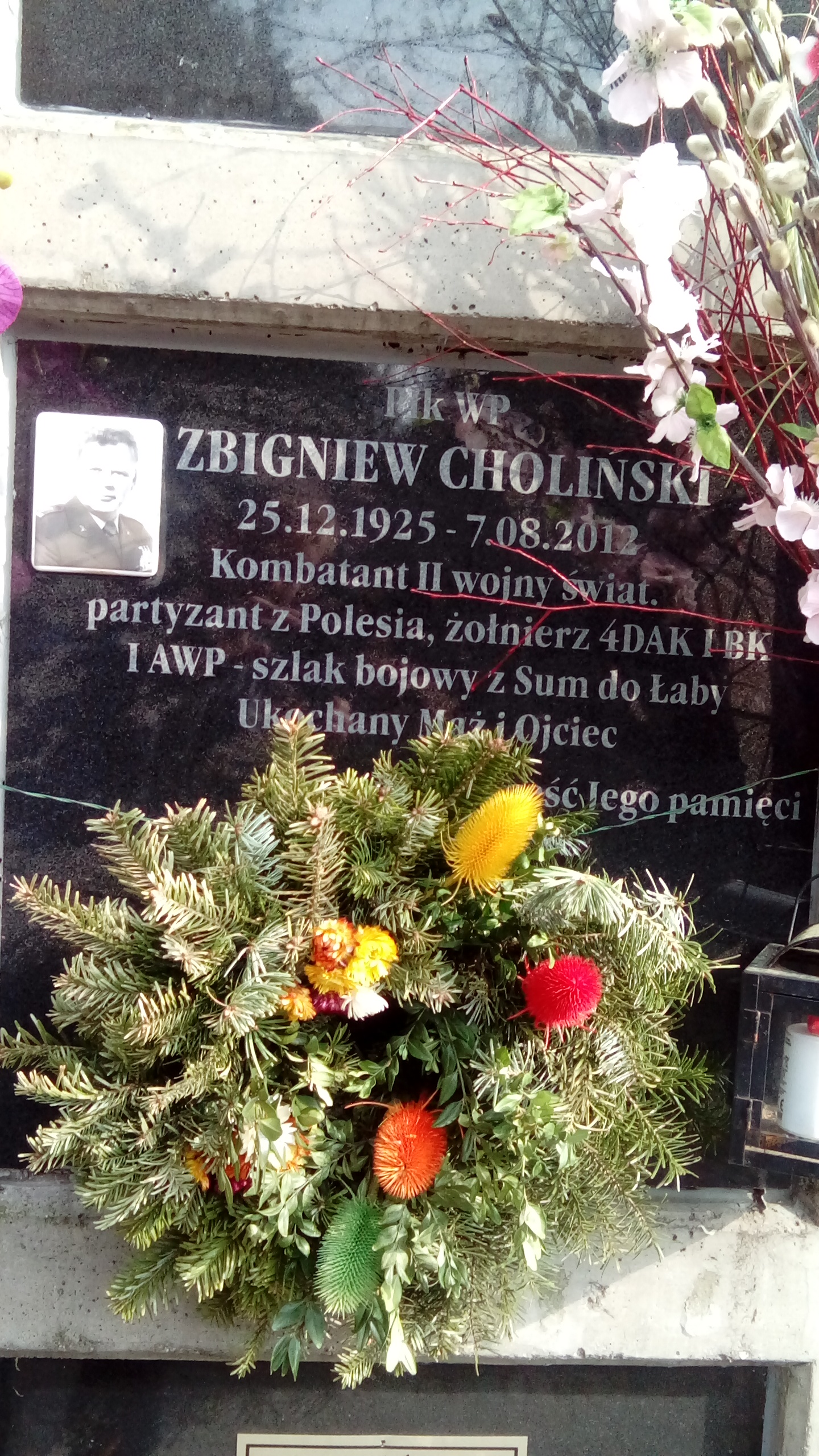
Grób Zbigniewa Cholińskiego na Cmentarzu wojskowym na Powązkach

Zbigniew Choliński (ur. 1926, zm. 7 sierpnia 2012) – polski wojskowy, pułkownik Wojska Polskiego.
W czasie II wojny światowej partyzant na Polesiu, a następnie żołnierz 4 dywizjonu artylerii konnej 1 Brygady Kawalerii 1 Armii Wojska Polskiego. 
Po wojnie uczestnik I Grupy Międzynarodowej Komisji Kontroli i Nadzoru w Wietnamie Południowym (MKKiN). W służbie czynnej pozostawał do 1984 r. Zmarł 7 sierpnia 2012 r., i został pochowany na Cmentarzu Wojskowym na Powązkach w Warszawie (29B kolumbarium-5-39).

## Odznaczenia
- Krzyż Kawalerski Orderu Odrodzenia Polski
- Złoty Krzyż Zasługi
- Krzyż Partyzancki
- Srebrny Medal „Zasłużonym na Polu Chwały”
- Medal Zwycięstwa i Wolności 1945